# Cristóbal Lander
Cristóbal Lander est un mannequin et acteur vénézuélien, né à Caracas le 8 juin 1977.

## Télévision

### Telenovelas
- 2014 : Corazón esmeralda (Venevisión) :  Luis David León
- 2012 : Dulce amargo (Televen) : Julio César Bueno
- 2011 : El árbol de Gabriel (Venevisión) : Agustín Camejo
- 2009 : Daniella (Pobre Diabla) (TV Azteca)  : Santiago Rodríguez (Protagoniste)
- 2008 : La vida entera (Venevisión) :  Gustavo
- 2007 : Sin vergüenza (Telemundo) : Cristóbal González  (Antagoniste)
- 2006 : Por todo lo alto  (RCTV) : Rodolfo (Participation spéciale)